# 利努斯·布特
利努斯·布特（德語：Linus Butt，1987年3月12日—），德国男子曲棍球运动员。他曾代表德国国家队参加2016年夏季奥林匹克运动会男子曲棍球比赛，获得一枚铜牌。